# Instalação (computação)
Em computação, uma instalação (do inglês installation ou setup) é um processo (ou seu resultado) quando todos os arquivos necessários são colocados num computador para que o programa (por exemplo, sistema operacional, driver de dispositivo, software aplicativo, módulo de extensão, patch, etc.) possa ser executado. Tais computadores podem ser smartphones, computadores pessoais, servidores, etc. No entanto, o termo "instalação" também usado no caso quando os arquivos colocados não são necessários por qualquer programa particular e a instalação é apenas uma das maneiras para armazenar e gerenciar os arquivos pelo usuário. Alguns exemplos:
- bibliotecas de exemplos (projetos) tais como imagens vetoriais, código fonte, vários modelos (por exemplo, CAD, CASE, processos, etc.).
- bibliotecas de multimídia tais como livros digitais, apresentações, cursos, etc.
- peles e temas.

## Visão geral
Alguns programas podem ser executados por copiando-os para um computador e executá-os sem demora. Também existem umas classes genéricas de software que não requer a instalação no computador para ser executado:
- aplicativos portáteis - ao ser iniciado, o aplicativo portátil roda diretamente do dispositivo no qual está armazenado, podendo este ser removível, como é o caso de pen drives e CD-ROMs.
- live CD/DVD e live USB - um CD/DVD ou um pen drive que contém um sistema operacional que não precisa ser instalada no disco rígido uma vez que o sistema operacional completo é executado diretamente a partir do CD/DVD/pen drive.
- Aplicações Web e serviços Web - software desse tipo simula software instalado localmente e pode ser executado dentro de navegador usando apenas os recursos do sistema local. Essa abordagem permite alta portabilidade e mobilidade entre os computadores com acesso ao servidor. É muitas vezes associada a computação em nuvem.

Nesse caso, a instalação do programa não será necessária. Outros programas são oferecidos numa forma não adequada para execução imediata e requerem um processo de instalação. Geralmente, instalação implica que uma vez instalado, o programa pode ser executado novamente sem a necessidade de re-instalar antes de cada execução.

## Tipos de instalação

### Instalação autônoma
A instalação autônoma (do inglês unattended installation) é aquela realizada sem interação do usuário durante seu progresso ou sem a presença do usuário integralmente. Uma das razões para o uso dessa abordagem é a automatização da instalação de um grande número de sistemas. Uma instalação autônoma não requer que o usuário forneça nada ou tenha recebido toda a entrada necessária antes do início da instalação. Tal entrada pode estar na forma de opções de linha de comando ou de um arquivo de resposta, um arquivo que contem todos os parâmetros necessários.
O Windows XP e a maioria das distribuições Linux são exemplos de sistemas operacionais que podem ser instalados com um arquivo de resposta. Na instalação autônoma, presume-se que não haja usuário para ajudar a mitigar erros. Por exemplo, se o mecanismo de instalação estivesse com defeito, o instalador deveria falhar a instalação, pois não há nenhum usuário para corrigir a falha ou substituir o mecanismo de instalação. Instaladores autônomos podem gravar erros em um log de computador para posterior revisão.
Arquivos de resposta podem fornecer todas as informações básicas que uma instalação precisa para ser concluída com sucesso.

## Instalador
Um instalador é (do inglês installation program ou installer) é um programa assistente que faça a instalação.

## Desinstalador
Um desinstalador (do inglês uninstaller ou deinstaller) é um programa para para remover partes ou o todo de um outro programa (ou biblioteca).